# Römische Steindenkmäler aus Nagytétény
Römische Steindenkmäler aus Nagytétény sind bereits seit dem 18. Jahrhundert bekannt geworden und stammen aus den Gräberfeldern und dem Umfeld des Lagerdorfes (Vicus) am Kastell Nagytétény (lateinisch Campona). Dieses einst für die Überwachung des pannonischen Donaulimes zuständige römische Reiterlager liegt heute im ungarischen Nagytétény. Diese ehemals selbständige Gemeinde liegt am südwestlichen Stadtrand der ungarischen Hauptstadt Budapest im 22. Bezirk.
Die für einen Vicus relativ reichen Inschriftenfunde, insbesondere von den Grabsteinen und Altären der Militärpersonen nehmen einen breiten Raum im Bestand ein.
- Eine Grabstele für Tersus Precionis vom keltischen Stamm der Skordisker, der im 16. Dienstjahr[1] als „Eques“ (Reiter) und Custos armorum (Waffenwart) der Ala I Tungrorum Frontoniana starb, wurde von dem Archäologen Barnabás Lőrincz (1951–2012) der Zeit zwischen 80 und 105 zugeschrieben. Sein ebenfalls genannter ehemaliger Schwadronführer (Decurio) Lobasinus war offenbar Germane und seiner Einheit wohl noch vor 70 in Niedergermanien beigetreten.[2]

- Aus der Zeit zwischen 95 und 100 stammt der Grabstein des Lucius Aurelius Sequens, eines römischen Bürgers aus dem hispanischen Saragossa (Caesaraugusta) im Bürgerschaftsbezirk Aniensis. Der Verstorbene diente in Aquincum bei der dort liegenden Legio II Adiutrix.[3]

- Eine im 2. Jahrhundert entstandene Grabstele nennt den im 45. Lebensjahr verstorbenen Ulpius Valentinus, der Reiter in einer nicht näher genannten Ala gewesen ist, und seinen mit 12 Jahren verstorbenen Sohn Valentinus. Seine Erben, die Tochter Meitima und ein gewisser Aelius Provincialis, ließen den Grabstein errichten.[4][5]

- Der Alenpräfekt Domitius Magnus stiftete einen Altar für Äskulap, den Gott der Heilkunst, und die Göttin der Gesundheit, Hygieia. Auf dem nur bruchstückhaft erhaltenen Stein wird auch eine Ala Severiana und die in Nagytétény stationierte Ala I Thracum Veterana genannt. Es ist nicht mehr eindeutig erkennbar, welche Einheit Domitius Magnus befehligte.[6]

- Dem Hirten- und Waldgott Silvanus Domesticus weihte der Actarius Alae Aurelius Regulianus einen Altar. Als Actarius vereinigte der Militärbeamte Aurelius Regulianus das Amt eines Zahlmeisters und eines Verpflegungsoffiziers im Stabsgebäude des Alenkastells.[7]

- Ein heute verschollener, 1847 entdeckter Weihestein an Genius wurde von einem Titus Iulus Ovinianus aufgrund eines Gelöbnisses errichtet.[8][9]

- Die Grabstele des mit 54 Jahren verstorbene Veteranen der Legio II Adiutrix, Marcus Iulius Probus, die im 18. Jahrhundert in einer Gartenmauer vermauert aufgefunden wurde, gibt einen guten Einblick in eine Familie, deren Existenz vom Militärdienst abhängig war. Neben Marcus Iulius Probus, der als Vater bezeichnet wird, wurde in der Inschrift an den mit 22 Jahren verstorbenen Bruder Caius Iulius Honoratus erinnert, der bis zu seinem Tod als einfacher Soldat drei Jahre in der Cohors milliaria Numidarum gedient hatte. Diese vielleicht nach den Markomannenkriegen (166–180) in die Provinz verlegte Truppe war seit jener Zeit – nach Einschätzung von Lőrincz – wahrscheinlich im nahen Kastell Budapest-Albertfalva stationiert.[10] Außerdem war der mit dem Bild eines Ehepaares und eines Kindes geschmückte Stein für die Mutter Aelia Decorata bestimmt, die zu seiner Aufstellung noch lebte. Veranlasst hatte die Errichtung ihr Sohn Caius Iulius Probianus, der ein candidatus legionis (höchstwahrscheinlich die Bezeichnung für einen Anwärter auf den Zenturionat) war, sowie weitere Brüder, wie die Inschrift verrät.[11] Die Datierung dieser Grabstele wird in die Zeit zwischen 190 und 250 gemutmaßt.

- Der treuesten Ehefrau, Aelia Marcella, die 19 Jahre lang lebte, für Aelia Vera, die mit 55 Jahren verstorbene Schwiegermutter, und für sich selbst sowie seinen ebenfalls noch lebenden Sohn Aurelius Magnianus hat Marcus Aurelius Zosimus eine Porträtstele zwischen 193 und 235 errichtet.[12][13]

- 1859 fand sich beim Bahnbau in einer spätantiken Grablege eine sekundär verwendete Grabstele, die zwischen 194 und 250 entstanden ist. Sie nennt den Verstorbenen Antonius Filoquirius, ein Mitglied des Priesterkollegiums in der Colonia Aquincensium. Den Stein hatte seine Frau, Vibia Serapia, aufstellen lassen.[14]

- Aufgrund der Erfüllung eines Gelübdes an den Göttervater Jupiter ließ Iulius Euticus eine aufgrund der Kaisernennung recht genau zu datierende rechteckige Votivtafel aus Kalkstein herstellen, die 1851 in sekundärer Verwendung aus einem spätrömischen Grab geborgen wurde. Das Stück ist zwischen 197 und 209 entstanden. Der Name des dort mitgenannten späteren Kaisers Geta fiel nach dessen Tod 211 der Damnatio memoriae anheim und wurde ausgemeißelt.[15][16]

- Aus einem spätrömischen Grab stammt das dort wiederverwendete Kalksteinfragment mit der Weihung eines Duplicarius der Ala I Thracum veterana Antoniniana. Der 1851 entdeckte Stein stammte ursprünglich aus den Jahren zwischen 198 und 222. Auf ihm blieb nur der thrakische Beinamen des Weihenden, Mucatra erhalten. Ein Duplicarius erhielt doppelten Sold und war ein Unterführerdienstgrad innerhalb einer Schwadron (Turma).[17][18]
- Der 1959 an der Angeli-Straße 25 im Garten der Familie Lindenmayer entdeckte Kalkstein-Sarkophag der Aurelia Severa, die 22 Jahre, 6 Monate und 15 Tage lebte, entstand zwischen 200 und 250. Er wurde vom Ehemann der Verstorbenen, dem nach 25 Jahren Militärzeit entlassenen Veteranen Marcus Aurelius Asclepiades errichtet und nennt auch die noch lebende kleine Tochter der beiden, die allerliebste Ulpia Ursa.[19] Zwischen 200 und 250 entstand auch der Kalkstein-Sarkophag der jung im Kindbett verstorbenen Aurelia Marcellina. Ihr Mann, der aus Thrakien gebürtige Beneficiarius consularis (ein Benefiziarier aus dem Stab des konsularischen Statthalters) Iulius Victorinus und der Vater der Verstorbenen, Aurelius Petalaius,[20] ließen durch das erhaltene Grabgedicht[21] ihre Trauer deutlich werden.[22]

- Auf ein Familiengrab weist die gleichfalls zwischen 200 und 250 entstandene Grabstele des Aurelius Iulius hin, deren Inschrift auch weitere Aurelier nennt. Aurelius Iulius war ein ehemaliger Schwadronführer der  Ala I Thracum, der seine noch lebende Ehefrau Aurelia hinterließ. Als verstorben werden auch die 27 Jahre alt gewordene Aurelia Maximiana und Aurelius Caesius genannt, der als Veteran einer in Rom stationierten Eliteeinheit, der Cohors X Praetoria (10. Prätorianerkohorte), nach der Entlassung in Niederpannonien lebte. Der nächste namentlich genannte Verstorbene ist Aurelius Caesius, der als Exercitator equitum praetorianorum (Exerziermeister der Prätorianischen Reiterei) gleichfalls in einer privilegierten Stellung Dienst tat. Ihm folgt in der Aufzählung Aurelius Crescentinus, der nach dreijährigem Dienst als einfacher Soldat in der Legio II Adiutrix mit 21 Jahren starb. Den Grabstein ließen ihre Söhne und Claudius Pertinax, ein Strator Consularis, errichten. Der militärische Rang eines  Strator Consularis  wird in der Literatur sehr unterschiedlich bewertet. Er reicht vom Reitknecht oder Stallmeister im Stab des konsularischen Statthalters oder Heerführers bis zum in Großbritannien gebräuchlichen transportation officer (Transportoffizier).[23]

- Im Jahr 210/211 (Konsuldatierung) widmete ein Oetcius VB Corvinus dem Hercules Augustus einen heute verschollenen Dankesaltar.[24][25]

- Dem Sonnengott Mithras dankte der Veteran und ehemalige Schwadronführer Valerius Valens. Seine auf dem 1934 aufgefundenen Weihestein genannte Einheit, die Ala I Thracum veterana, grenzt den Aufstellungszeitraum ein.[26]

- Zwischen 222 und 235 soll nach Lőrincz ein Altar für die Waldgöttin Silvana Augusta entstanden sein, den der Alenveteran Aurelius Lipor, sein Sohn, der Legionssoldat Aurelius Valens von der Legio II Adiutrix, und seine Tochter Aurelia Severa setzten.[27]

- Mit 55 Jahren starb die teure Gemahlin Septimia Iunila des Publius Aelius Constans, der als Waffenwart in der Legio II Adiutrix diente und den zwischen 230 und 260 gesetzten Grabstein auch für sich schon zu Lebzeiten vorgesehen hatte. Septimia Iunila hinterließ eine Tochter mit Namen Constantina.[28][29]